# 蔡鎮宇
蔡鎮宇（1996年11月20日—）為台灣棒球選手，目前效力於中華職棒樂天桃猿，守備位置為外野手。於2020年季中選秀中被樂天桃猿以第九輪第四十七順位選進。

## 經歷
- 新北市三重區興穀國民小學少棒隊
- 新北市立二重國民中學青少棒隊
- 新北市私立穀保高級家事商業職業學校青棒隊[3]
- 輔仁大學棒球隊（泰安產險）[3]
- 蒙特雷半島學院（Monterey Peninsula College）
- 米慎學院（Mission College）
- 阿蘇薩太平洋大學（Azusa Pacific University）[3]
- 中華職棒富邦悍將自行培訓選手（2020年6月30日～7月14日）
- 中華職棒樂天桃猿（2020年8月24日－）

2022年6月9日，於樂天桃園棒球場對中信兄弟，獲選生涯首次單場最有價值球員。
7月8日，於臺南市立棒球場對統一7-ELEVEn獅的比賽，7局上，因劉予承對先前已在6局上遭胡智爲投出觸身球的梁家榮投出單場第二顆觸身球被勒令退場，引發該場比賽再度板凳清空。其間蔡鎮宇因率先衝上投手丘撞倒劉予承，而遭驅逐出場， 隔日聯盟懲處禁賽10場，並罰款11萬元。

## 職棒生涯成績
| 年度 | 球隊     | 出賽 | 打數 | 安打 | 全壘打 | 打點 | 盜壘 | 三振 | 四死 | 壘打數 | 雙殺打 | 打擊率 | 上壘率 | 長打率 | OPS   |
| ---- | -------- | ---- | ---- | ---- | ------ | ---- | ---- | ---- | ---- | ------ | ------ | ------ | ------ | ------ | ----- |
| 2021 | 樂天桃猿 | 7    | 13   | 2    | 0      | 0    | 0    | 4    | 0    | 2      | 1      | 0.154  | 0.154  | 0.154  | 0.308 |
| 2022 | 樂天桃猿 | 34   | 41   | 13   | 0      | 7    | 2    | 7    | 10   | 15     | 0      | 0.317  | 0.451  | 0.366  | 0.817 |
| 2023 | 樂天桃猿 | 6    | 1    | 0    | 0      | 0    | 0    | 1    | 0    | 0      | 0      | 0.000  | 0.000  | 0.000  | 0.000 |
| 2024 | 樂天桃猿 | 40   | 56   | 15   | 0      | 4    | 7    | 8    | 6    | 15     | 1      | 0.268  | 0.339  | 0.268  | 0.607 |
| 合計 | 4年      | 87   | 111  | 30   | 0      | 11   | 9    | 20   | 16   | 32     | 2      | 0.270  | 0.362  | 0.288  | 0.650 |

## 外部連結
- 蔡鎮宇在台灣棒球維基館上的頁面（繁體中文）
- 蔡鎮宇在中華職棒官網
- 蔡鎮宇在Baseball-Reference.com（小聯盟以及海外聯盟）（英语）